# Beaumont-sur-Oise
 Beaumont-sur-Oise  es una población y comuna francesa, en la región de Isla de Francia, departamento de Valle del Oise, en el distrito de Pontoise y cantón de Beaumont-sur-Oise.

## Demografía
| 6778 | 7315 | 8008 | 8004 | 8151 | 8390 |
| Para los censos de 1962 a 1999 la población legal corresponde a la población sin duplicidades (Fuente: INSEE [Consultar]) |      |      |      |      |      |